# الأقصاب
الأقصاب قرية تابعة إلى ولاية سليانة وتبعد عن مركز الولاية بـ 16 كلم. يسكنها عرش أولاد الجويني.

### مواضيع ذات علاقة
- ولاية سليانة.

1. ↑  "المناطق الترابية (العمادات) حسب الولايات والمعتمديات". اطلع عليه بتاريخ 2024-11-30.